# شهرستان همیلتون (فلوریدا)
شهرستان همیلتون، فلوریدا (به انگلیسی: Hamilton County, Florida) یک سکونتگاه مسکونی در ایالات متحده آمریکا است که در فلوریدا واقع شده‌است.